# Kampforden „Für Verdienste um Volk und Vaterland“
L’ordre Für Verdienste um Volk und Vaterland  (Pour le peuple et la patrie), était une distinction d’État de la République démocratique allemande. Elle a récompensé les excellents résultats obtenus en matière d’augmentation de la capacité de combat et de préparation au combat de la NVA et de l’accomplissement des missions de protection des frontières de l’État de la RDA.
L'ordre est créé le 17 février 1966 en trois classes : bronze , argent et or. Il est décerné aux membres de l'Armée nationale populaire ou des troupes frontalières de la RDA, ou à leurs formations, unités, institutions ou collectifs, mais aussi à des personnes qui n'étaient pas membres de ces institutions. L'ordre peut être décerné plusieurs fois dans les différents échelons.

## Échelons
L’ordre comporte trois échelons :
- Or (niveau le plus élevé)
- Argent (niveau intermédiaire)
- Bronze (niveau le plus bas)

## Attribution
L’ordre Für Verdienste um Volk und Vaterland est décerné par le Ministre de la Défense Nationale à l’occasion de la Journée de la République (7 octobre), de l’Anniversaire de l’Armée Populaire Nationale (1er mars), de la Journée des Forces Frontalières de la RDA (1er décembre) ou immédiatement après des réalisations accomplies. L’ordre est assorti d'un certificat et (sauf pour les formations, unités ou institutions) d'une allocation financière.
L'ordre est remis pour des mérites particuliers :
- dans l'éducation militaire socialiste de la jeunesse,
- dans le domaine de la conduite des troupes,
- dans l'éducation et la formation,
- dans la disponibilité personnelle,
- dans la maintenance et l'entretien de l'équipement technique et de l'armement et dans le développement de la technique militaire,
- dans le développement de la science militaire,
- dans des missions d'une grande utilité pour la construction et la protection du socialisme en RDA,
- à la consolidation de la fraternité d'armes avec les armées socialistes frères.

## Présentation et port

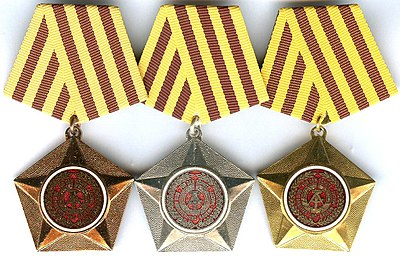
Kampforden Für Verdienste um Volk und Vaterland en or, argent et bronze

L'ordre se présente sous la forme d'une plaque pentagonale martelée, sur laquelle est frappée une étoile de même taille, également à cinq branches. Au centre se trouve un médaillon représentant, sur un fond émaillé rouge, les armoiries de la RDA avec l'inscription « Für den Schutz der Arbeiter-und-Bauern-Macht », en français « Pour la protection du pouvoir des travailleurs et des paysans » et, autour de l'inscription, à droite et à gauche, une branche de laurier recourbée en demi-cercle. Le médaillon est terminé par un mince anneau émaillé blanc de 22 mm de diamètre. L'ordre est en argent doré, en argent ou en bronze ou, depuis 1973, en métal dur doré, argenté ou de couleur bronze. Sa largeur maximale est de 40 mm. Son dos est lisse ou, depuis 1973, grainé en relief. Il est porté sur une grande barrette pentagonale recouverte d'un ruban rayé or et rouge-brun de 24,5 mm de large. Les quatre bandes dorées et les trois bandes brun-rouge ont chacune une largeur de 3,5 mm. La barrette intérimaire rectangulaire est recouverte de la même bande. Deux poignards métalliques croisés de 22 mm de long, aux couleurs de l'échelon de l'ordre, sont posés sur celle-ci. L'ordre était porté sur le côté supérieur gauche de la poitrine.

## Titulaires (sélection)
- 1968 : Arno von Lenski
- 1969 : Hans Rudolf Gestewitz
- 1969 : Paul Laufer
- 1970 : Werner Krolikowski
- 1972 : Sergueï Chtemenko
- 1973 : Gerhard Stauch
- 1975 : Gerhard Tautenhahn
- 1975 : Gisela Glende
- 1975 : Otto Prokop
- 1975 : Siegfried Lorenz
- 1975 : Peter Makowicka (à titre posthume, pour ses efforts à ne pas laisser son  Mig-21 s'écraser de manière incontrôlée sur Cottbus après une panne de moteur)
- 1977 : Heinrich Heitsch
- 1980 : Hubert Ziesche
- 1981 : Hans-Ludwig Ewert
- 1982 : Werner Settnik
- 1982: IM Bob[1]
- 1982 : Helmut Sieger
- 1982 : Alexander Schalck-Golodkowski (pour : « une grande influence personnelle et un soutien dans la résolution de tâches importantes en matière d'économie militaire ».)[2],[3]
- 1984 : Walter Halbritter
- 1986: Johannes Reuter
- 1987: Horst Böhm

## Décerné en tant qu'établissement d'enseignement militaire
- Académie de défense aérienne et spatiale de Joukov (en)
- École supérieure navale d'Azerbaïdjan

## Classement des distinctions nationales de la RDA
Le port des distinctions était soumis à un ordre de préséance fixé par décret dans le journal officiel de la RDA, qui reflétait également la valeur de la distinction en question. Sur le côté supérieur gauche de la poitrine devaient être portés, dans l'ordre suivant :
- Médaille du titre honorifique de Héros de la RDA
- Ordre de Karl-Marx
- Médaille du titre honorifique de Héros du travail
- Étoile de l'amitié des peuples
- Ordre du mérite patriotique
- Bannière du Travail
- Ordre de Scharnhorst
- Ordre de Blücher
- Ordre du Combat pour services rendus au peuple et à la patrie